# Huevo Mosaico
El Huevo Mosaico es un huevo de Fabergé elaborado en oro, esmaltado y decorado con diferentes gemas, diseñado por Alma Pihl y elaborado por Albert Holmström bajo la supervisión del joyero ruso Peter Carl Fabergé en 1914. Esta joya fue un encargo de Nicolás II de Rusia como regalo para su esposa, la emperatriz Alejandra Fiódorovna Románova, en la Pascua de 1914.

## Diseño
La pieza Mosaico fue fabricada por la Casa Fabergé, con el diseño de Alma Pihl y elaborado por Albert Holmström bajo la supervisión del joyero ruso Peter Carl Fabergé.
El huevo de esta pieza tiene una altura de 9,5 centímetros, decorado a modo de mosaico simulando un bordado en punto de cruz con motivos florales, formados por cinco paneles ovalados elaborados con una malla de platino tallada y decorada con pequeños diamantes, rubíes, topacios, zafiros, granates, perlas y esmeraldas. La precisión técnica del diseño se complementó con platino tallado, en lugar de soldado. En el vértice del huevo hay una piedra preciosa a través de la cual se puede leer el año 1914 y las iniciales de la emperatriz Alejandra en caracteres rusos.
Como sorpresa contiene un medallón ovalado de estilo camafeo, que por un lado muestra los perfiles en relieve de sus cinco hijos enmarcados con perlas y por el otro, una cesta de flores bordeada con el año 1914 y los nombres de cada uno de los hijos; que se sostiene sobre un pedestal que muestra la corona imperial y que se engancha al huevo con unas pinzas de oro. Está elaborado en oro, perlas, diamantes de talla rosa, granates verdes y esmalte sepia pálido.

## Historia
El huevo joya Mosaico fue un encargo de Nicolás II de Rusia como regalo para su esposa, la emperatriz Alejandra Fiódorovna Románova, en la Pascua de 1914. Se desconoce el precio de venta porque la factura original fue destruida, sin embargo, en 2013 se publicó que su valor fue de 28.300 rublos.
Más tarde fue confiscado, junto con gran parte de las pertenencias de la familia, por el gobierno provisional en 1917 durante la Revolución Rusa, siendo uno de los cuarenta huevos imperiales que se enviaron a custodia del museo Armería del Kremlin de Moscú. En 1933 fue vendido a Wartski por 5.000 rublos, este mismo año fue adquirido por el rey Jorge V del Reino Unido por 500 libras; y en 1953 fue heredado por la reina Isabel II del Reino Unido, se custodia en la Royal Collection y se incluyó en una exposición pública en 2011, llamada Royal Fabergé que se realizó durante la inauguración de verano del Palacio de Buckingham.

## Galería

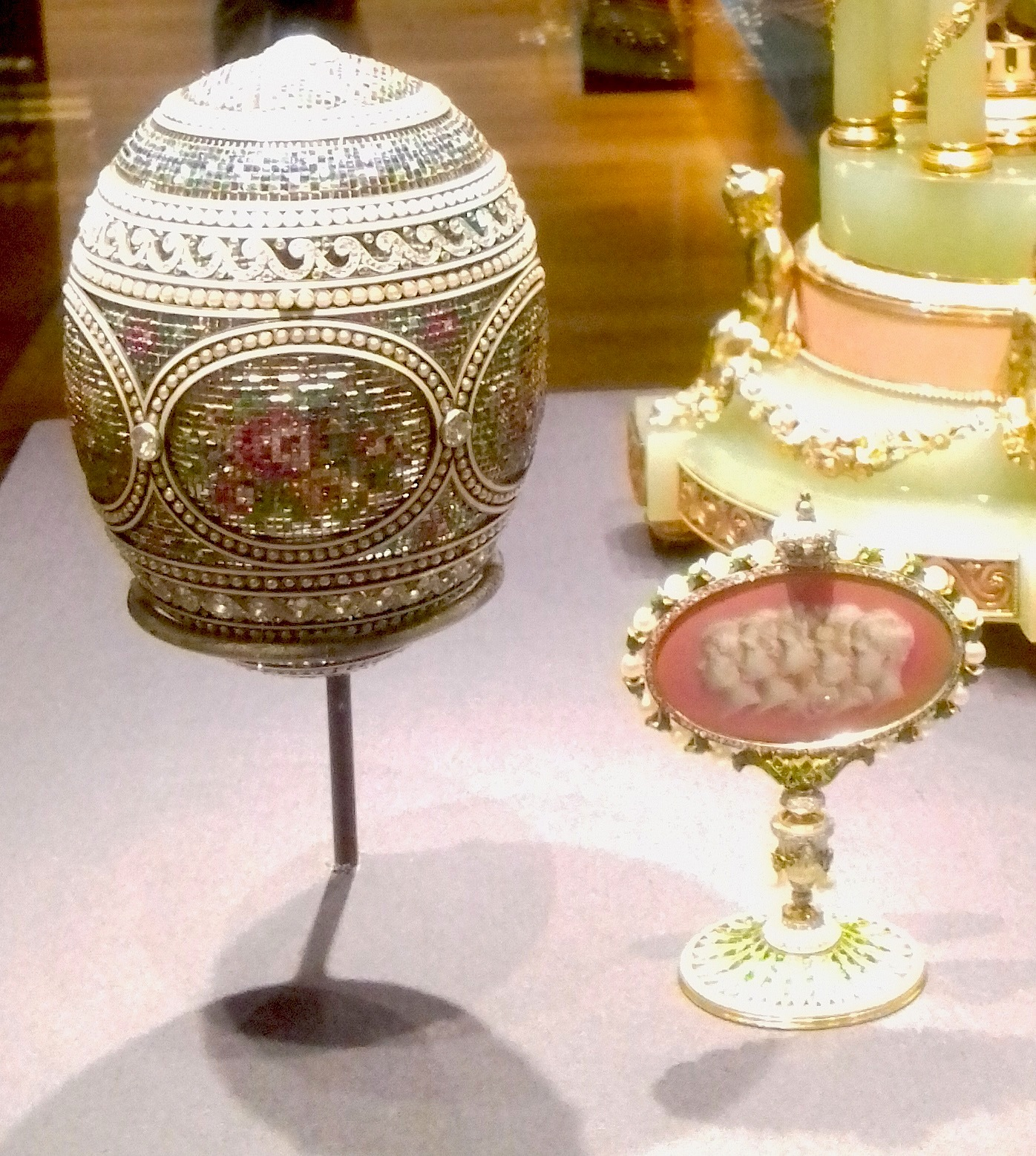
El Huevo Mosaico.
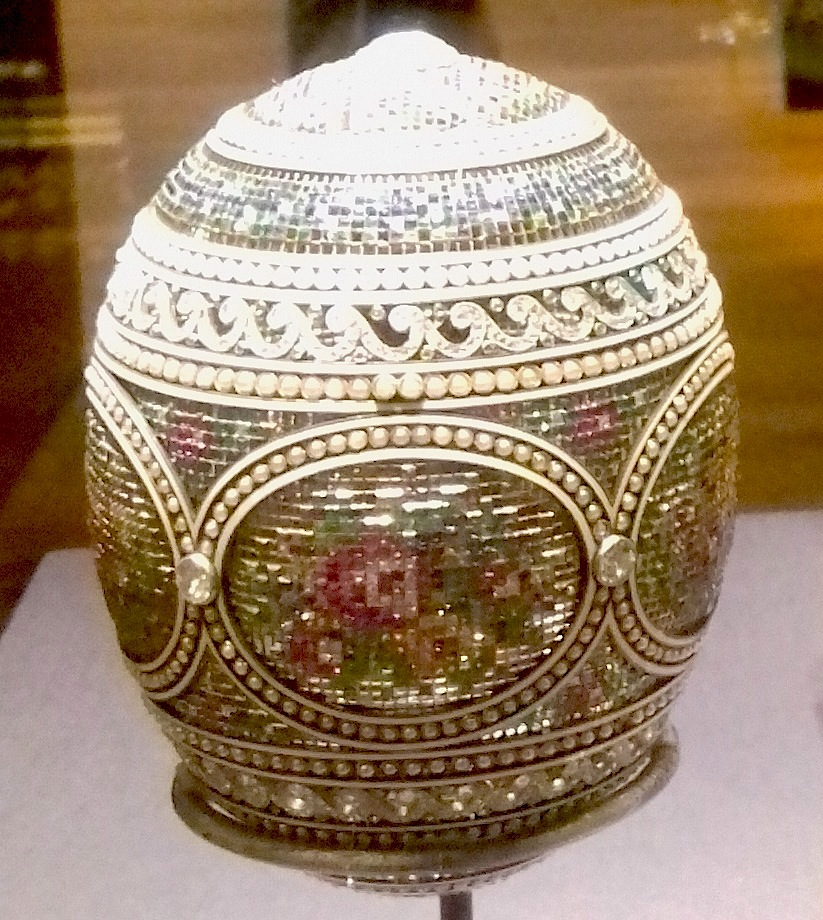
Detalle.
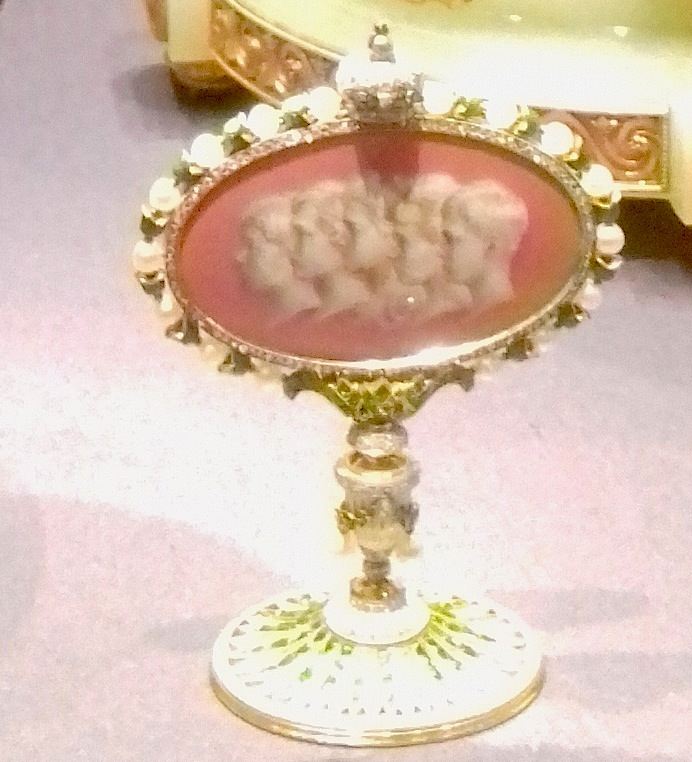
El medallón camafeo.